# Cyrano de Bergerac
För andra betydelser, se Cyrano de Bergerac (olika betydelser).
Cyrano de Bergerac (egentligen Henry-Savinien Cyrano), född 6 mars 1619 i Paris, död 28 juli 1655 i Sannois utanför Paris, var en fransk dramatiker och prosaförfattare. 

## Biografi
Cyrano de Bergerac ingick efter en orolig studietid vid gardeskompaniet Castel-Jaloux. Efter en utmärkelse i 30-åriga kriget blev han sårad under belägringen av Arras 1640. 1641 tog han avsked ur det militära och tillbringade resten av sitt liv som författare. Under adelsupproret 1655 sårades och avled han.
Bland hans mest kända verk märks tragedin Agrippine (1653), prosakomedin Le pédant joué (1654), samt Histoire comique des états et empires de la Lune (1656). Molière lånade delar ur hans komedi. Ur hans månskildring lånade Jonathan Swift till Gullivers resor och Voltaire till sin Micromégas.
Han är kanske mest känd för vad andra skrivit om honom, men har även haft viss betydelse som författare. Som författare har han bland annat skrivit böckerna Resa till månen och Resa till solen, som var tidiga föregångare till science fiction, men också innehöll politiska uttalanden och kritik mot den tidens reaktionära kristendom.
Den franske poeten Edmond Rostand skrev 1897 en pjäs om Cyrano, Cyrano de Bergerac, vilken senare filmatiserats flera gånger och även framförts som opera. I pjäsen spelar en påtagligt stor näsa, som han föreställs ha haft, en stor roll.
En av Ture Nermans första böcker var en biografi om Cyrano de Bergerac. 

## Eftermäle
Asteroiden 3582 Cyrano är uppkallad efter honom.